# Sofi Oksanen
Sofi Oksanen, född 7 januari 1977 i Jyväskylä, är en finländsk-estnisk författare, dramatiker och debattör. Hon har publicerat fem romaner, inklusive en internationell bestseller.

## Biografi
Sofi Oksanen är född och uppvuxen i Jyväskylä i centrala Finland. Hennes mor är en estnisk diplomingenjör, som växte upp i det sovjetockuperade Estland och emigrerade till Finland på 1970-talet. Fadern är en finsk elektriker. Oksanen studerade litteratur vid Jyväskylä universitet och Helsingfors universitet och senare drama vid Teaterhögskolan i Helsingfors.
Oksanen är aktivt engagerad i offentlig debatt i Finland och kommenterar aktuella händelser i sina kolumner och olika talkshower. Hon identifierar sig som bisexuell och har lidit av ätstörningar. År 2009 fick hon en utmärkelse från organisatörerna för Helsinki Pride för sin aktivism till förmån för homosexuella i de baltiska staterna och Ryssland. Oksanen har också blivit uppburen bland Estlands ryska minoritet som hon uppträtt för i Narva.
I augusti 2008 var hon inbjuden till PEN-klubbens lyrikkväll i S:t Petersburg men stoppades av Finlands generalkonsulat. Enligt ordföranden för Finlands PEN Jukka Malinen verkade det ha politiska orsaker. Oksanen har i sina verk ställt sig kritisk till Sovjets ockupation av Baltikum.

## Författarskap
Oksanens debutroman, Stalins kossor (2003, på svenska 2007), tog upp ämnen som kroppsideal och ätstörningar genom en berättelse om Anna som på grund av rådande omständigheter fått lära sig att förneka sitt estniska påbrå. Boken nominerades till Runebergspriset.
Två år senare utkom Baby Jane (2005, på svenska 2007) som behandlar panikångest och lesbisk kärlek.
Romanen Utrensning (2008, på svenska 2010) skrev Oksanen efter sin första pjäs, med samma namn. Pjäsen sattes upp på Finlands nationalteater 2007. Med romanen vann Oksanen Finlandiapriset 2008, Runebergspriset 2009  och Nordiska rådets litteraturpris 2010. Boken har sålts till över tjugo länder, legat på topplistorna i Sverige, Norge och Danmark, och även varit framgångsrik i USA. Utrensning sändes som radioföljetong i Sveriges Radio under 2010. Pjäsen har satts upp i totalt 12 länder, satts upp som opera och även filmatiserats (Utrensning, 2012).
När duvorna försvann (2012, på svenska 2013) blev årets mest sålda roman i Finland 2012. Titeln refererar till att tyska soldater fångade och åt upp duvorna i Tallinn under den tyska ockupationen av Estland.
Norma (2015) är Oksanens femte roman och handlar om Norma Ross som bor i Helsingfors och som blir ensam när hennes mamma dör.